# Franklin et moi
Pour plus de détails, voir Fiche technique et Distribution.
Franklin et moi (titre original : Ben and Me) est un court métrage d'animation américain produit par Walt Disney Productions. Sorti le 10 novembre 1953, il est inspiré de l'histoire Ben and Me: An Astonishing Life of Benjamin Franklin By His Good Mouse Amos (1939) de Robert Lawson (en).

## Synopsis
La souris Amos, habitant une église, cherche du travail pour nourrir les 26 membres de sa famille. Il trouve refuge dans l'échoppe de Benjamin Franklin, alors imprimeur. La souris devient alors l'aide du célèbre inventeur et sa source d'inspiration. Après avoir inventé le poêle de chauffage moderne, les deux compères inventent les lunettes à double foyer et réalisent la célèbre expérience du cerf-volant.

## Fiche technique
- Titre : Franklin et moi
- Titre original : Ben and Me
- Réalisation : Hamilton Luske
- Scénario : Robert Lawson, Bill Peet
- Musique originale : Oliver Wallace
- Directeur artistique : Ken Anderson, Claude Coats
- Animateur : Les Clark, Eric Cleworth, Hugh Fraser, Jerry Hathcock, Ollie Johnston, Hal King, John Lounsbery, Don Lusk, Cliff Nordberg, Wolfgang Reitherman, Harvey Toombs, Marvin Woodward
- Layout : Hugh Hennesy, Thor Putnam, Al Zinnen
- Décors : Dick Anthony, Al Dempster, Thelma Witmer
- Effet d'animation : George Rowley
- Producteur : Walt Disney
- Société de production : Walt Disney Productions
- Société de distribution : RKO Radio Pictures
- Pays de production :  États-Unis
- Langue : Anglais
- Format : Couleur (Technicolor) — 35 mm — 1,37:1 — Son : Mono (RCA Photophone)
- Durée : 25 minutes
- Date de sortie : 
  - États-Unis : 10 novembre 1953

## Distribution

### Voix originales
- Sterling Holloway : Amos Mouse
- Charles Ruggles : Benjamin Franklin
- Hans Conried : Tom Jefferson
- Bill Thompson : Governor Keith

### Voix françaises
- Henri Labussière : Amos âgé
- Paul Villé : Amos jeune
- Paul Bonifas : Benjamin « Ben » Franklin
- Jacques Beauchey : Tom Jefferson
- Henry Charrett : la souris guide avec les touristes dans le chapeau de la statue de Benjamin Franklin

## Analyse du film
Franklin et moi est un des rares courts métrages produits par Walt Disney Pictures et édité comme tel. Ce court métrage d'animation a été diffusé en 1953 en première partie du documentaire long métrage Le Désert vivant et avec le court métrage en prise de vue réelle Stormy, the Thoroughbred with an Inferiority Complex (1954). 
Il a par la suite été diffusé dans l'émission Walt Disney Presents sur ABC le 29 mai 1957 pour promouvoir la sortie du film Johnny Tremain (1957) puis le 8 novembre 1964 dans Walt Disney's Wonderful World of Color sur NBC.
Il est sorti seul en vidéo en 1989.
Ce film, inspiré d'un roman de fiction historique pour les enfants, présente une version où Benjamin Franklin est l'ami d'une souris, rendant l'homme plus proche des enfants.